# Mārtiņš Freimanis

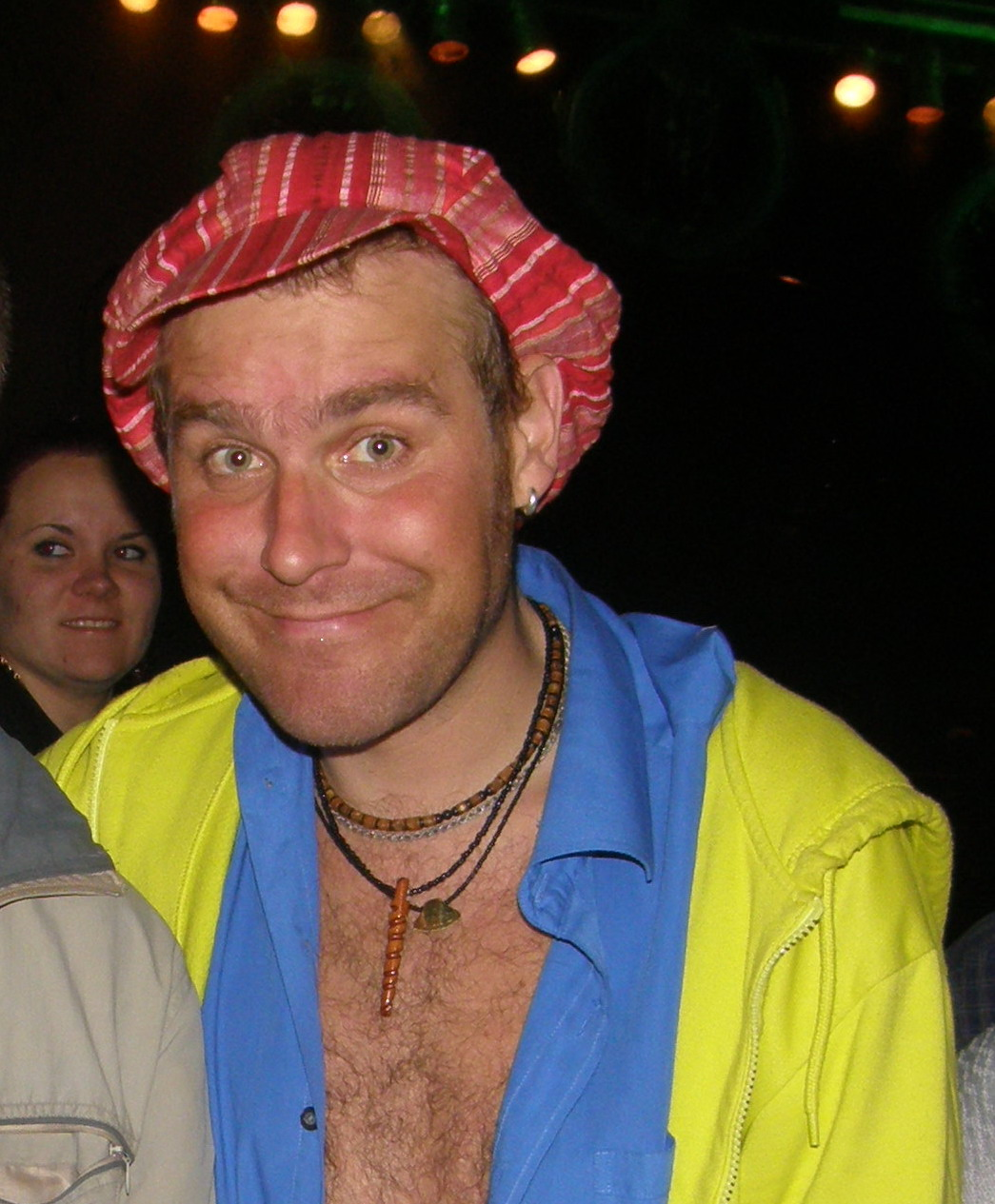
Mārtiņš Freimanis in 2009

Mārtiņš Freimanis (7 februari 1977- 27 januari 2011) was een Lets zanger, componist, acteur en tv-persoonlijkheid.
In 1994 begon hij te zingen bij de band Tumsa. In 2002 werkte hij met Yana Kay en Lauris Reiniks samen aan het project F.L.Y., dat Letland moest vertegenwoordigen op het Eurovisiesongfestival in Riga. Met het lied Hello From Mars waren ze torenhoog favoriet om een tweede overwinning op rij binnen te halen voor het thuisland, maar het land eindigde onverwacht in de onderste regionen.
Twee jaar later schreef hij het lied The war is not over voor Valters & Kazha, die daarmee een vijfde plaats wegkaapten op het Songfestival. In 2009 en 2010 schreef hij ook een nummer voor de Letse preselectie, maar ditmaal zonder succes.
Op 27 januari 2011 overleed hij door complicaties ten gevolge van een griepinfectie.
- Gemeinsame Normdatei: 1178477983
- International Standard Name Identifier: 0000 0000 3583 6116
- Library of Congress Control Number: n2005032555
- Nationale Bibliotheek van Letland: 000036095
- MusicBrainz: 7507a85d-9109-4276-8221-8afa3b5bdf34
- Virtual International Authority File: 43705945
- WorldCat: E39PBJg4mhPM69rrBH3WrqV6Kd